# 相模国
相模国（さがみのくに）は、かつて日本の地方行政区分だった令制国の一つ。東海道に属し、現在の神奈川県の大部分にあたる。

## 「相模」の国名
「相模」の模という文字について、現存する律令時代の公文書に捺されている国印では「莫」の下に「手」を配した文字「相摹」が使用されており、手へんの「摸」による相摸とするのが本来の表記である。

## 現在の行政区分での領域
明治維新の直前の領域は現在以下のようになっている。現在の行政区域で言うと、神奈川県のうち川崎市・横浜市を除いた地域が旧相模国に該当する。ただし、旧武蔵国を過半とする横浜市のうち一部の地域は旧相模国の鎌倉郡にあたる。
- 神奈川県
  - 川崎市・横浜市を除く全域
  - 横浜市
    - 戸塚区の全域
    - 栄区の全域
    - 泉区の全域
    - 瀬谷区
      - 卸本町の一部を除く[注 1]全域

    - 南区
      - 六ツ川四丁目〈旧下永谷町字山谷〉

    - 港南区
      - 永野地区[注 2][4]

    - 金沢区
      - 朝比奈町の全域
      - 東朝比奈二-三丁目（一部）[注 3]
- 静岡県
  - 熱海市
    - 泉[注 4]

### 武相国境
境川の上流部は武相国境（武蔵国との境）だった（現在は神奈川県と東京都との都県境）。
町田市鶴間・大和市下鶴間・横浜市瀬谷区五貫目町の境界点からは国境は境川から離れ、町田市鶴間・横浜市瀬谷区卸本町・横浜市緑区長津田町の境界点で東京湾と相模湾の分水嶺へ移った。なおその尾根道（武相国境道）は、聖マリアンナ医科大学横浜市西部病院の辺りから（旭区と瀬谷区の境）金沢区と鎌倉市の境まで続いた。
横浜・横須賀・逗子境界標識点からは分岐し、侍従川（横浜市金沢区六浦）と鷹取川（横須賀市湘南鷹取・追浜本町）との間の尾根を通り、横浜創学館高等学校を通り東京湾に達した。

## 沿革
相模国は古墳時代の成務朝に成立した相武国造（さがむ-）の領域（相模川流域、県中央部）と師長国造（しなが-）の領域（酒匂川流域と中村川流域、県西部）を合したとされる。さらに、ヤマトタケルの子孫である鎌倉別（かまくらわけ）の支配する鎌倉地域と三浦地域も加わる。
なお、もとは武蔵国と一つだったという説がある。賀茂真淵や『倭訓栞』には、身狭（むさ）国があり、のち身狭上・身狭下に分かれ、語の欠落などでそれぞれ相模・武蔵となったとする。本居宣長は『古事記伝』で、佐斯国（さし-）を仮定し、佐斯上、身佐斯と分かれ、そののち相模・武蔵となったという。近藤芳樹『陸路廼記』などによれば総国（ふさ-）の一部が総上・総下となり、のち相模・武蔵となったとされる。しかしこれらの説は、武蔵国がかつては毛野国（群馬県・栃木県）地域と一体であったとする考古学の成果と合わない。
国名の語源は不明。熱海と熱川から流れた水が冷え、寒海（さがみ）寒川として対比させた地名とする説や、前身とされる身狭上（むさがみ）・佐斯上（さしがみ）が由来とする真淵や宣長の説もあれば、古代この地域の産物であったカラムシ（苧・麻布などの種）が訛った「ムシ」に由来するという説や、「坂見」の転訛（箱根の坂の上から見える地域）という説なども存在し、定説が確定できなくなっている。
12世紀末に源頼朝が鎌倉を本拠地とし、以来相模国は鎌倉幕府の本拠地となった。頼朝が知行国主であった時代には、政所が国役の賦課などを行っていた。守護に関しては宝治合戦までは三浦氏が守護であったとする説（佐藤進一『鎌倉幕府守護制度の研究』）があるが、三浦氏は元々在庁官人として相模国内の雑事を行っていたことから、相模国は守護不設置で政所とその指示を受けた三浦氏を代表とする御家人化した在庁官人がその職務を行っていたとする説もある。北条氏による鎌倉幕府の支配が確立して以降は、執権が相模守となり、副執権である連署が任官された武蔵守と共に「両国司」（『沙汰未練書』）と呼ばれた。
1333年に鎌倉幕府は滅亡したが、その後も建武の新政の時期には鎌倉将軍府が、室町時代には鎌倉府が置かれ関東の政治の中心であった。1428年の永享の乱によって鎌倉府は下総国の古河へ移り、関東の政治の中心の座から外れたが、戦国時代になると小田原城を本拠地とした後北条氏が関東地方に勢力を広げ、1590年(天正18年）の小田原征伐で小田原城が落城するまで、再び相模国が関東の政治の中心となった。
江戸時代には小田原藩を初めとする譜代の諸藩や幕府領・旗本領となった。

### 明治以後の沿革
- 「旧高旧領取調帳」に記載されている明治初年時点での国内の支配は以下の通り（680村・290,322石余）。太字は当該郡内に藩庁が所在。国名のあるものは飛地領。
  - 三浦郡（77村・24,526石余） - 幕府領（浦賀奉行、韮山代官所）
  - 鎌倉郡（90村・31,487石余） - 幕府領（浦賀奉行、松村忠四郎支配所、韮山代官所）、旗本領、下野烏山藩、下総生実藩
  - 高座郡（112村・55,304石余） - 幕府領（韮山代官所）、旗本領、荻野山中藩、下野烏山藩、下総佐倉藩、三河西大平藩
  - 足柄上郡（94村・35,311石余） - 旗本領、小田原藩、荻野山中藩
  - 足柄下郡（92村・30,849石余） - 旗本領、小田原藩
  - 淘綾郡（20村・8,118石余） - 旗本領、小田原藩、武蔵金沢藩
  - 大住郡（123村・66,439石余） - 幕府領（韮山代官所）、旗本領、小田原藩、下野烏山藩、下総佐倉藩、下総生実藩、武蔵金沢藩
  - 愛甲郡（43村・25,965石余） - 幕府領（韮山代官所）、旗本領、小田原藩、荻野山中藩、下野烏山藩、下総佐倉藩
  - 津久井郡（29村・12,320石余） - 幕府領（韮山代官所）、旗本領、小田原藩
- 1868年（慶応4年）
  - 3月19日 - 神奈川奉行が新政府軍に接収されて横浜裁判所となり、足柄下郡、大住郡、愛甲郡、高座郡、三浦郡、鎌倉郡の幕府領・旗本領を管轄。ただし、旧韮山代官所、松村支配所管轄地域の一部事務は引き続き両支配所が扱った。
  - 4月20日 - 横浜裁判所が神奈川裁判所に改称。内務は管下の戸部裁判所が担当した。
  - 6月17日 - 神奈川裁判所が神奈川府に改称。
  - 6月29日 - 韮山代官所が韮山県に改組。津久井県の幕府領・旗本領を管轄したほか、他郡の一部事務を引き継ぐ。
  - 7月10日 - 旧幕府代官の松村長為（忠四郎）が武蔵知県事に就任。一部事務を引き続き担当。
  - 徳川将軍家の府中藩への転封にともなう小田原藩の領地替えにより、足柄下郡・足柄上郡・淘綾郡および大住郡の一部の神奈川府管轄地域が小田原藩に、大住郡・愛甲郡の小田原藩領が神奈川府にそれぞれ移管。また、愛甲郡の神奈川府管轄地域の一部が佐倉藩に移管。
- 1868年（明治元年）9月21日 - 神奈川府が神奈川県に改称。
- 明治初年 - 鎌倉郡の一部が常陸水戸藩の管轄となる。
- 1869年（明治2年）
  - 2月9日 - 武蔵知県事の一部事務を品川県が引き継ぐ。
  - 6月23日 - 金沢藩が任知藩事にともない六浦藩に改称。
- 1870年（明治3年） - 津久井県が津久井郡に改称。
- 1871年（明治4年）
  - 7月14日 - 廃藩置県により藩領が小田原県、荻野山中県、烏山県、水戸県、佐倉県、生実県、六浦県、西大平県となる。
  - 11月14日 - 第1次府県統合により、足柄上郡・足柄下郡・淘綾郡・大住郡・愛甲郡・津久井郡・高座郡が足柄県の管轄、三浦郡・鎌倉郡が神奈川県の管轄になる。しかし、高座郡は外国人遊歩区域に含まれていたことから、直後に神奈川県に所属することに改められた（日付は太政官布告のもので、実施日は不明）。
- 1876年（明治9年）4月18日 - 第2次府県統合により、足柄県が神奈川県・静岡県に合併され、相模国全域が神奈川県の管轄となる。

## 国内の施設

### 国府

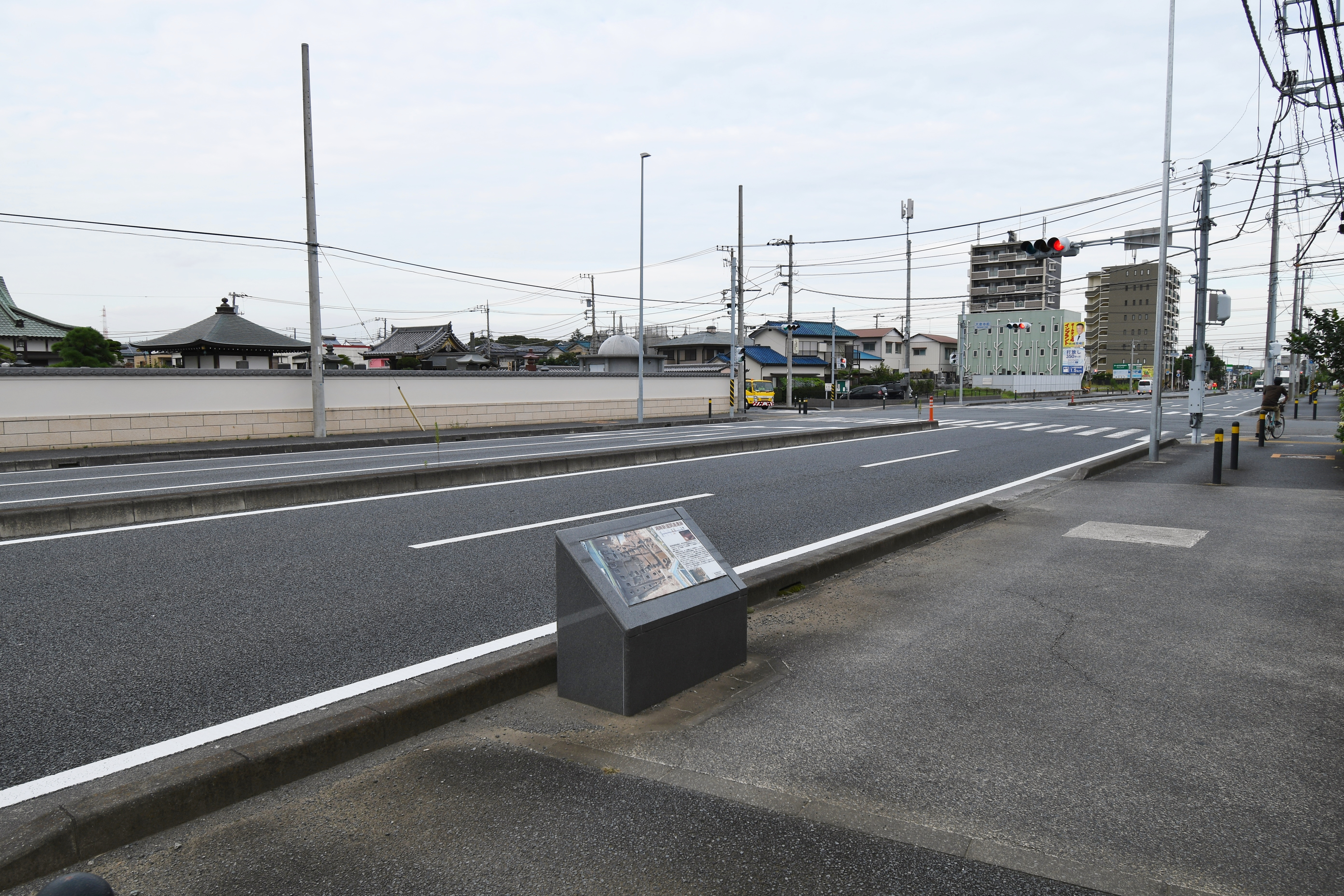
推定相模国庁跡（平塚市四之宮）湘南新道関連遺跡。歩道上に大型建物跡（推定国庁西脇殿）の遺構標示。

相模国府の所在地は、史料では『和名類聚抄』（931年～938年編纂）と『拾芥抄』では「大住郡」（平塚市）、『伊呂波字類抄』（平安時代末～鎌倉時代初期成立）では「餘綾郡」（中郡大磯町）にあったと見えることから、所在地に変遷があったとして長く論争が行われてきた。いずれも国分寺の所在地である高座郡（海老名市）と異なるため、江戸末～明治時代に「高座郡（海老名）→大住郡（平塚）→余綾郡（大磯）」という「国府三遷説A」が提唱された。また大正～昭和初期には「大住郡（平塚または伊勢原市）→余綾郡（大磯）」の「国府二遷説」も浮上した。さらに1950年代以降、小田原市（足下郡）で発見された「千代寺院（千代廃寺）跡」を初期の相模国分寺と見て、その付近に初期国府もあったとし、「足下郡（小田原）→大住郡（平塚）→余綾郡（大磯）」という「三遷説B」（足柄国府説）が提唱された。
高座郡国府説
相模国分寺の地に初期国府の所在を求める説。推定地は現在の海老名市付近。江戸時代の『新編相模国風土記稿』に高座郡国分村と見える一帯に推定される。
大住郡国府説
平安時代中期成立の『和名類聚抄』の記載に基づく説。別地から移ったと見る説では、元慶2年（878年）の関東大地震を契機として新たに建てられたと推測する。平塚市四之宮において関連遺跡が発掘されている。ただし比定地については、平塚市四宮説以外にも伊勢原市比々多説・秦野市御門説がある。
餘綾郡国府説
平安時代末期成立の『伊呂波字類抄』の記載に基づく説。推定地は相模国総社の六所神社が鎮座する大磯町国府本郷付近。
現代の考古学の発掘調査成果では、1989年（平成元年）に平塚市四之宮の稲荷前A遺跡で「国厨」「大住厨」銘のある墨書土器が出土したことや、2004年（平成16年）の湘南新道建設事業に伴う調査で同市四之宮の六ノ域・坪ノ内遺跡から国府脇殿と見られる8世紀前葉の大型掘立柱建物が検出されたことで、相模国府は成立当初から平塚（大住郡）にあり、後に余綾へ移転したとする「二遷説」が有力化してきている。

### 国分寺・国分尼寺

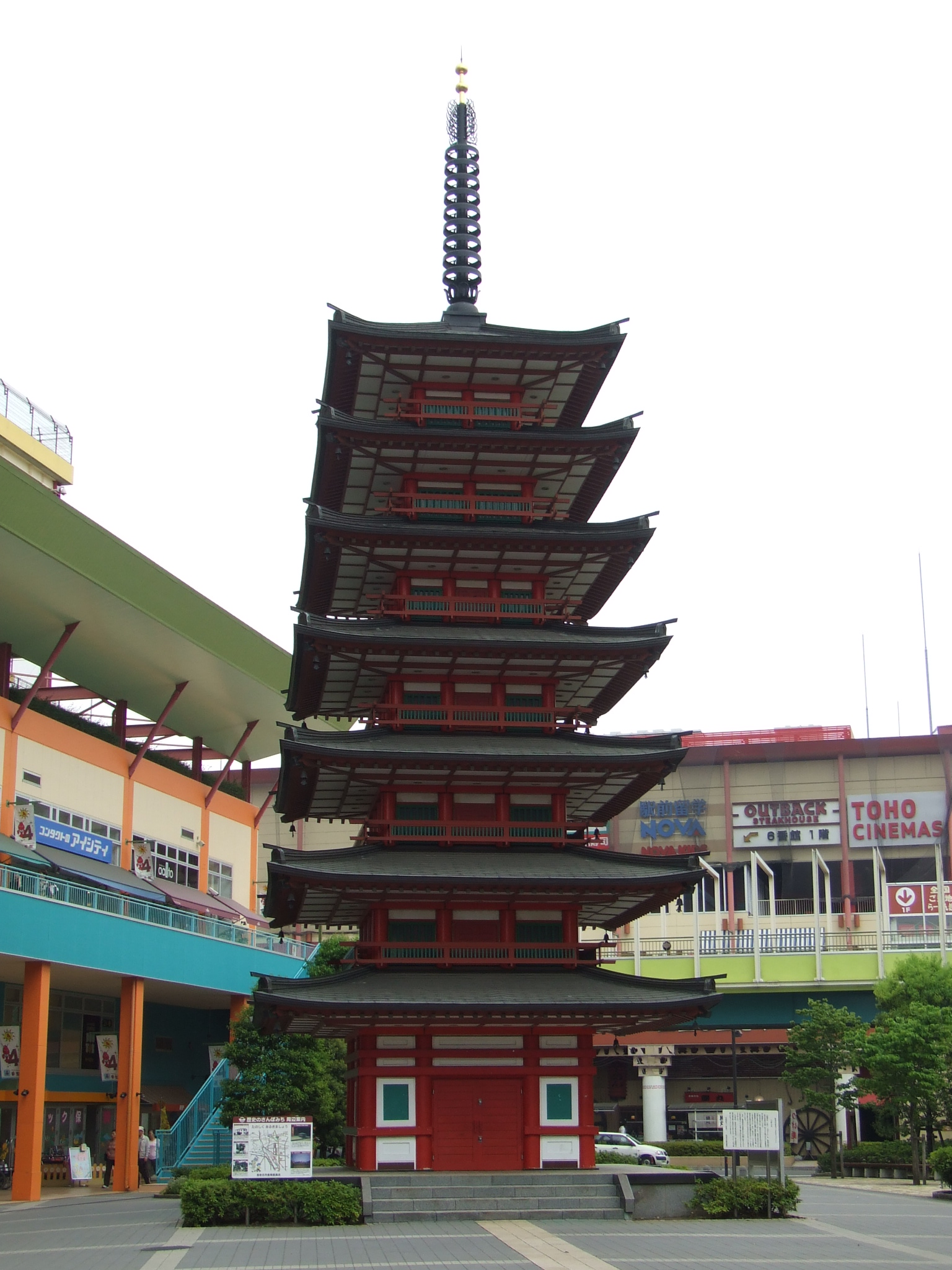
海老名中央公園の国分寺七重塔模型（3分の1スケールでの復元）

- 相模国分寺跡 （海老名市国分南、北緯35度27分15.56秒 東経139度23分52.31秒 / 北緯35.4543222度 東経139.3978639度）
国の史跡。法隆寺式伽藍配置で、推定寺域は東西約240メートル・南北約300メートル[17]。寺院跡南方の東光山医王院国分寺（北緯35度27分9.63秒 東経139度23分56.90秒 / 北緯35.4526750度 東経139.3991389度）が法燈を伝承する。
- 相模国分尼寺跡 （海老名市国分北、北緯35度27分35.29秒 東経139度23分53.08秒 / 北緯35.4598028度 東経139.3980778度）
国の史跡。東大寺式伽藍配置で、推定寺域は約175-200メートル四方[17]。後継寺院はない。

なお、小田原市千代では古代寺院跡が見つかっており、これを初期国分寺と見る説がある。ただし近年では、その寺院跡は地元豪族による8世紀初頭の建立と見る説が有力視される。また、同寺院跡を国分寺跡とする説の根拠の1つは、その伽藍配置が諸国国分寺で採用される東大寺式と推測されたためであったが、近年では法隆寺式の可能性が指摘されている

### 神社
延喜式内社
『延喜式神名帳』には、大社1座1社・小社12座12社の計13座13社が記載されている（詳細は「相模国の式内社一覧」を参照）。大社1社は以下に示すもので、名神大社である。
- 高座郡 寒川神社
  - 比定社：寒川神社 （高座郡寒川町宮山）

総社・一宮以下
『中世諸国一宮制の基礎的研究』に基づく一宮以下の一覧。
- 総社：六所神社 （中郡大磯町国府本郷、北緯35度18分24.45秒 東経139度16分27.60秒 / 北緯35.3067917度 東経139.2743333度） - 寒川・川勾・比々多・前鳥4社と平塚八幡宮の分霊を合祀する。
- 一宮：寒川神社 （高座郡寒川町宮山、北緯35度22分46.55秒 東経139度22分59.76秒 / 北緯35.3795972度 東経139.3832667度）
- 二宮：川勾神社 （中郡二宮町山西、北緯35度18分0.65秒 東経139度14分17.16秒 / 北緯35.3001806度 東経139.2381000度）
- 三宮：比々多神社 （伊勢原市三ノ宮、北緯35度24分4.56秒 東経139度17分2.24秒 / 北緯35.4012667度 東経139.2839556度）
- 四宮：前鳥神社 （平塚市四宮神戸、北緯35度21分25.18秒 東経139度21分52.84秒 / 北緯35.3569944度 東経139.3646778度）

寒川神社は古くから現代に至るまで一宮とされている。一方で鶴岡八幡宮（鎌倉市雪ノ下）も全国一の宮会に加盟しており、一宮として扱われることがある。同宮は鎌倉時代の創建で、式内社ではないにもかかわらず一宮と同格の扱いを受けた。これは、当時の将軍である源氏の氏神を京都の石清水八幡宮から勧請した宮であり、鎌倉幕府が特別扱いしたためと考えられる。
また、一宮から四宮までの4社と共に国司巡拝の神社で「一国一社の八幡宮」として平塚八幡宮（平塚市浅間町）があるが、同宮は四宮以上の4社と違って式内社ではない。平塚八幡宮を「五宮」と呼ぶことはなく神社側も五宮とは名乗っていないが、5月5日の国府祭（こうのまち）では一宮から四宮と平塚八幡宮の五社が神揃山（かみそろいやま）に集まる神事があることから、五宮格と考えられている。一方、室町時代の兵火に合うまで権勢を誇った有鹿神社は五宮とされることもある（諸説あり）が、国府祭には参加していない。

### 安国寺利生塔
- 安国寺 - 鎌倉市山之内に存在したといわれるが廃寺。
- 利生塔 - 未詳。

## 地域

### 郡
- 足柄上（あしがらのかみ）郡 - 西北の甲斐国境で松田・足柄・曾我など。
- 足柄下（あしがらのしも）郡 - 西南の伊豆国境で小田原・箱根など。
- 餘綾（よろぎ）郡 - 中部南岸のごく狭い平野部で大磯・国府など。
- 大住（おおすみ）郡 - 中部の内、餘綾郡を除く南半分で平塚・秦野など。
- 愛甲（あゆかわ）郡 - 中部の内、北半で厚木・愛川など。
  - 津久井郡 - 中部最北端の甲斐・武蔵国境。元禄4年（1691年）に愛甲郡、高座郡より分離され、津久井県として設けられた。領域の大半は愛甲郡に属していた。明治三年に津久井郡に改称。
- 高座（たかくら）郡 - 東部の内、西半分で茅ヶ崎・座間・藤沢など。南に相模湾、北に武蔵と接する。
- 鎌倉（かまくら）郡 - 東端の武蔵国境。鎌倉など。
- 御浦（みうら）郡 - 東南の三浦半島全域。

中世、後北条氏は、相模国を西郡（足柄上郡・足柄下郡）、中郡（餘綾郡・大住郡・愛甲郡）、東郡（高座郡・鎌倉郡）とし、近世初頭まで用いられたようである。

## 人物

### 国司

#### 相模守
※日付＝旧暦※在任期間中、「 」内は、史書で在任が確認できる最後の年月日を指す。
- 田口家主（天平7年〈735年〉6月30日 - ）従五位上
- 秦井出乙麻呂（天平15年〈743年〉6月30日 - ）外従五位下
- 葛井諸会（天平19年〈747年〉4月21日 - ）外従五位下
- 藤原宿奈麻呂（天平勝宝4年〈752年〉11月3日 - ）従五位下
- 石上宅嗣（天平宝字元年〈757年〉6月16日 - ）従五位上
- 紀伊保（天平宝字5年〈761年〉5月9日 - ）従五位下
- 粟田人成（天平宝字8年〈764年〉1月21日 - ）従五位上
- 牡鹿嶋足（天平宝字8年〈764年〉10月20日 - ）従四位下 授刀少将
- 藤原長川（宝亀11年〈780年〉3月 - ）従五位下
- 和気麻呂（延暦14年〈795年〉2月 - ）従四位下
- 菅野真道（801年〈延暦20年〉閏元日 - 延暦22年〈803年〉1月）正四位下
- 藤原園人（延暦22年〈803年〉1月7日 - ）従四位上
- 紀田上（806年〈大同元年〉 - 「808年〈大同3年〉」）正五位下
- 多入鹿（弘仁元年〈810年〉1月10日 - 弘仁元年〈810年〉9月10日）従四位下
- 直世王（弘仁元年〈810年〉9月10日 - 「弘仁5年〈814年〉9月17日」）従五位下→従五位上
- 春原五百枝（弘仁7年〈816年〉1月10日 - 「弘仁10年〈819年〉3月1日）」従三位参議
- 紀百継（弘仁9年〈818年〉1月10日 - ）従四位下
- 路年継（819年（弘仁10年） - 822年（弘仁13年））正五位下
- 藤原友人（ - 弘仁13年〈822年〉8月16日）従四位下
- 大伴国造（天長3年〈826年〉1月21日 - 天長3年〈826年〉3月3日）従四位上
- 藤原綱継（天長3年〈826年〉3月3日 - 「827年〈天長4年〉」）従四位下
- 三原春上（天長7年〈830年〉6月5日 - 「天長9年〈832年〉11月9日」）従四位下
- 橘岑継（天長9年〈832年〉1月 - 天長10年〈833年〉3月）従五位下
- 藤原常嗣（承和元年〈834年〉1月11日 - 承和元年〈834年〉5月13日）従四位上
- 滋野貞主（承和元年〈834年〉7月1日 - 承和2年〈835年〉8月14日）従四位上
- 百済勝義（承和4年〈837年〉1月 - ）従四位下→従四位上
- 藤原貞成（承和6年〈839年〉1月11日 - ）従五位上
- 源融（承和8年〈841年〉1月12日 - 承和9年〈842年〉9月18日）正四位下
- 百済勝義（承和8年〈841年〉1月13日 - ）従三位
- （権守）藤原長良（承和10年〈843年〉1月12日 - 承和13年〈846年〉9月13日）従四位下
- 坂上清野（承和12年〈845年〉1月 - 承和12年〈845年〉7月3日）従四位上
- 橘岑継（承和13年〈846年〉1月21日 - 嘉祥元年〈848年〉1月13日）従四位下
- （権守）藤原富士麻呂（承和13年〈846年〉9月14日 - ）従四位下
- 藤原良相（嘉祥元年〈848年〉1月 - 嘉祥2年〈849年〉11月29日）従四位下参議
- 坂上清野（嘉祥2年〈849年〉5月17日 - 嘉祥2年〈849年〉8月4日）正四位下
- 滋野貞主（嘉祥2年〈849年〉8月5日 - 仁寿2年〈852年〉2月8日）正四位下参議
- （権守）橘真直（仁寿元年〈851年〉1月11日 - 仁寿2年〈852年〉6月20日）正五位下
- 坂上正野（仁寿2年〈852年〉2月15日 - 仁寿3年〈853年〉1月16日）従五位上
- 時宗王（仁寿3年〈853年〉1月16日 - ）従四位下
- （権守）文屋有真（斉衡元年〈854年〉1月16日 - 斉衡3年〈856年〉2月8日）従五位下
- 源興（天安元年〈857年〉1月14日 - 貞観元年〈859年〉1月3日）正五位下→従四位下
- 源勤（貞観元年〈859年〉1月13日 - 「860年〈貞観2年〉」）従四位上→正四位下
- 源啓（貞観5年〈863年〉2月10日 - ）従四位上
- 源生（貞観9年〈867年〉1月12日 - 貞観10年〈868年〉1月11日）正四位下参議
- 源冷（貞観10年〈868年〉1月16日 - ）従四位上
- （権守）源有（貞観12年〈870年〉1月25日 - ）従五位上
- （権守）源光（貞観14年〈872年〉2月29日 - 貞観15年〈873年〉2月22日）従四位上
- 藤原良尚（貞観17年〈875年〉1月13日 - 元慶元年〈877年〉3月10日）従四位上
- 源直（ - 貞観17年〈875年〉1月13日）従四位上
- 源至（元慶元年〈877年〉4月1日 - 元慶5年〈881年〉2月5日）正五位下
- （権守）在原業平（元慶2年〈878年〉1月11日 - 元慶3年〈879年〉10月）従四位上
- 源光（元慶5年〈881年〉2月15日 - 元慶6年〈882年〉2月2日）正四位下
- 文屋巻雄（元慶6年〈882年〉3月 - ）従四位上
- （権守）源平（仁和2年〈886年〉2月21日 - 仁和3年〈887年〉6月13日）従四位上
- 藤原利基（仁和3年〈887年〉2月2日 - ）従四位上
- （権守）源光（仁和4年〈888年〉3月7日 - ）正四位下参議
- （権守）藤原枝良（909年〈延喜9年〉閏8月4日 - 延喜14年〈914年〉4月22日）従四位下→従四位上参議
- 藤原枝良（延喜14年〈914年〉4月22日 - 延喜15年〈915年〉6月25日）従四位上参議
- 源宗干（915年（延喜15年）6月25日 - 916年（延喜16年））従四位上
- 藤原安親（安和元年〈968年〉10月19日 - 天禄3年〈972年〉1月24日）従四位下
- （権守）藤原忠輔（天延元年〈973年〉11月28日 - 貞元元年〈976年〉6月16日）従五位下
- （権守）源重之（貞元元年〈976年〉7月 - ）従五位下
- 平倫範（長徳2年〈996年〉1月 - ）従五位下
- 平孝義（寛弘5年〈1008年〉7月28日 - ）
- 大江公資（寛仁4年〈1020年〉 - 万寿元年〈1024年〉）
- 源頼義（長元9年〈1036年〉10月14日 - ）
- 大中臣明輔（康平2年〈1059年〉2月 - 康平3年〈1060年〉2月17日）
- 源師光（ - 永保2年〈1082年〉）
- 橘以綱（嘉保元年〈1094年〉2月22日 - 「康和元年〈1099年〉」）正五位下
- （権守）紀宗兼（康和元年〈1099年〉1月22日 - ）従五位下
- 藤原清家（康和2年〈1100年〉1月23日 - ）
- 藤原宗佐（嘉承2年〈1107年〉 - 天永3年〈1112年〉12月）
- 源雅職（永久5年〈1117年〉 - 「保安元年〈1120年〉7月5日」）
- 藤原盛重（保安元年〈1120年〉12月24日 - 大治2年〈1127年〉12月20日）
- 源時（大治2年〈1127年〉12月20日 - 1131年（天承元年））
- 平範家（長承3年〈1134年〉閏12月30日 - 永治元年〈1141年〉12月2日）従五位下
- （権守）藤原経国（保延4年〈1138年〉1月22日 - 久寿2年〈1155年〉10月26日）
- （権守）藤原頼定（康治元年〈1142年〉1月23日 - 「久寿元年〈1154年〉1月2日」）従五位下
- 藤原頼憲（天養元年〈1144年〉1月24日 - 仁平2年〈1152年〉1月28日）従五位下
- （権守）藤原敦憲（久安2年〈1146年〉1月23日 - ）従五位下
- （権守）藤原利宗（久安6年〈1150年〉12月22日 - ）従五位下
- 藤原親弘（仁平2年〈1152年〉1月28日 - 「久寿2年〈1155年〉12月15日」）正五位下
- 平賀（大内）惟義（文治元年〈1185年〉8月 - ）
- 北条義時（元久元年〈1204年〉3月6日 - 建保5年〈1217年〉12月12日） 鎌倉幕府二代執権 従五位下→従四位下
- 北条時房（建保5年〈1217年〉12月12日 - 嘉禎3年〈1237年〉3月4日） 鎌倉幕府初代連署 従五位下→従四位上
- 北条重時（嘉禎3年〈1237年〉11月19日 - 建長元年〈1249年〉6月14日） 鎌倉幕府二代連署 従五位下→従四位上
- （権守）北条朝直（文暦元年〈1234年〉1月26日 - 嘉禎3年〈1237年〉9月15日）従五位下
- 北条時頼（建長元年〈1249年〉6月14日 - 康元元年〈1256年〉11月3日） 鎌倉幕府五代執権 従五位上
- 北条政村（正嘉元年〈1257年〉6月12日 - 文永2年〈1265年〉3月28日） 鎌倉幕府七代執権 従四位下→従四位上
- 北条時宗（文永2年〈1265年〉3月28日 - 弘安7年〈1284年〉4月4日） 鎌倉幕府八代執権 従五位上→正五位下
- 北条貞時（弘安8年〈1285年〉4月18日 - 正安3年〈1301年〉8月22日） 鎌倉幕府九代執権 従五位下→従四位上
- 北条師時（正安3年〈1301年〉9月27日 - 応長元年〈1311年〉9月21日） 鎌倉幕府十代執権 従五位下
- 北条煕時（応長元年〈1311年〉10月24日 - 正和4年〈1315年〉7月19日） 鎌倉幕府十二代執権 正五位下
- 北条基時（正和4年〈1315年〉7月19日 - 正和5年〈1316年〉7月） 鎌倉幕府十三代執権 従五位下
- 北条高時（文保元年〈1317年〉3月10日 - 元応元年〈1319年〉1月） 鎌倉幕府十四代執権 従五位下→正五位下
- 北条守時（嘉暦元年〈1326年〉 - 元弘3年、正慶2年〈1333年〉5月） 鎌倉幕府十六代執権 従五位下→従四位下
- 足利直義（1333年〈元弘3年、正慶2年〉11月8日 - 1338年〈南朝：延元3年、北朝：暦応元年〉8月11日）正五位下→従四位下

#### 相模介
- 御杖祖足（天平宝字5年〈761年〉1月16日 - ）外従五位下
- 源満快

#### 相模掾
- 藤原道成
- 藤原興風

### 守護

#### 鎌倉幕府
- ? - 1194年（建久5年） - 三浦義澄
- 1209年（承元3年） - ? - 三浦義村
- ? - 1247年（宝治元年） - 三浦泰村
- 1247年（宝治元年） - 1333年（元弘3年、正慶2年） - 不設置（侍所・政所管掌?）

#### 室町幕府
- 1351年（南朝：正平6年、北朝：観応2年） - 1352年（南朝：正平7年、北朝：文和元年） - 三浦高通
- 1353年（南朝：正平8年、北朝：文和2年） - 1363年（南朝：正平18年、北朝：貞治2年） - 河越直重
- 1364年（南朝：正平19年、北朝：貞治3年） - 1367年（南朝：正平22年、北朝：貞治6年） - 三浦高通
- 1377年（南朝：天授3年、北朝：永和3年） - 1402年（応永9年） - 三浦高連
- 1416年（応永23年） - 三浦高明[注 8]
- 1416年（応永23年）? - 1421年（応永28年）? - 上杉定頼
- 1426年（応永33年） - 1438年（永享10年） - 一色持家
- 1429年（永享元年） - ? - 三浦時高
- 1442年（嘉吉2年） - 1443年（嘉吉3年） - 武田信長?
- 1443年（嘉吉3年） - ? - 上杉清方
- 1448年（文安5年） - ? - 上杉持朝
- 1449年（宝徳元年） - 1455年（康正元年） - 上杉顕房
- 1485年（文明17年） - 1488年（長享2年） - 上杉定正
- 1510年（永正7年） - ? - 上杉憲房
- ? - 1516年（永正13年） - 三浦義同

### 国人
足柄上郡
- 松田氏 - 松田郷。波多野氏族。本宗が頼朝に敵対して衰退したため惣領化していた。後北条氏の進出に協力して重臣となっている。
- 大友氏 - 大友郷。本姓近藤氏。能直の母の生家波多野氏が大友荘を所有していたことから大友氏を名乗る。豊後・筑後守護職を得、孫の頼康が西遷して基盤を移し、以後目立った活動は見られない。

足柄下郡
- 大森氏 - 小田原城主。駿河国駿東郡大森が名字の地だが、上杉禅秀の乱で相模に領地を得、勢力を扶植した。扇谷上杉氏の派閥に属したが、山内上杉派に転じたため、伊勢盛時（北条早雲）に滅ぼされた。
- 曾我氏 - 曾我荘。室町幕府奉公衆。仇討ちを成した曾我兄弟が有名。
- 風間小太郎 - 『鎌倉管領九代記』に登場する、相模国足下郡に住み慣れし忍びの上手。

餘綾郡
- 中村氏 - 中村荘。板東平氏。相模平一揆を為して、実質守護を代行していた。土肥氏、土屋氏、小早川氏などが派生している。

大住郡
- 波多野氏 - 波多野荘。本姓佐伯氏。秦野盆地一体に根を張り、松田氏などが派生している。京武者として官位を得、源頼朝の父義朝とも縁戚関係になるなど大きな勢力を誇ったが、頼朝に敵対して没落した。御家人としては残っている。

愛甲郡
- 内藤氏 - 津久井城主。

高座郡
- 渋谷氏 - 渋谷庄。宝治合戦の恩賞で薩摩に東郷氏、祁答院氏、入来院氏などが派生している。

鎌倉郡
- 鎌倉氏 - 大庭氏、梶原氏、長尾氏などが派生し鎌倉党を為したが、源平の戦いの中で二分され解消していった。

御浦郡
- 三浦氏 - 三浦荘。古くから三浦半島に盤踞した。岡崎城主。鎌倉幕府の有力御家人だった三浦氏は北条氏に滅ぼされ、再興した三浦氏は後に北条氏を称する伊勢氏に滅ぼされた。

### 戦国大名
- 後北条氏 - 室町幕府政所執事を世襲する伊勢氏の氏族で備中を領する家に生まれた伊勢盛時が伊豆、相模を切り取り、子氏綱が北条氏を称した。

### 織豊大名
- 徳川家康 - 豊臣秀吉による後北条氏の討滅後、徳川家を本拠地三河や獲得していた信濃などから旧北條領へ移封した。

### 武家官位としての相模守
- 大久保忠隣（慶長5年〈1600年〉7月 - 元和2年〈1616年〉4月）従五位下
- 土屋政直（寛文5年〈1665年〉12月25日 - 享保7年〈1722年〉11月16日）従五位下→従四位下